# Migliori prestazioni italiane nel salto in lungo

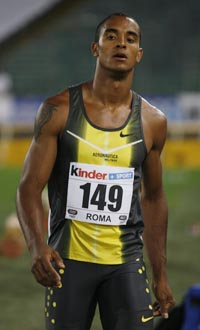
Andrew Howe, primatista italiano outdoor di salto in lungo

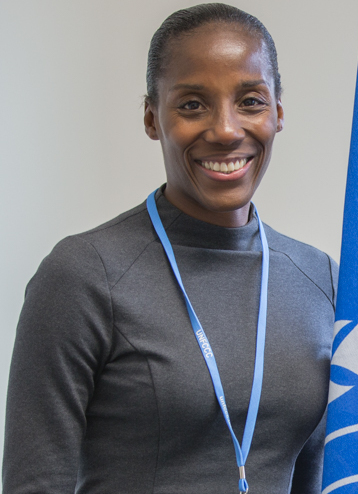
Fiona May, primatista italiana outdoor

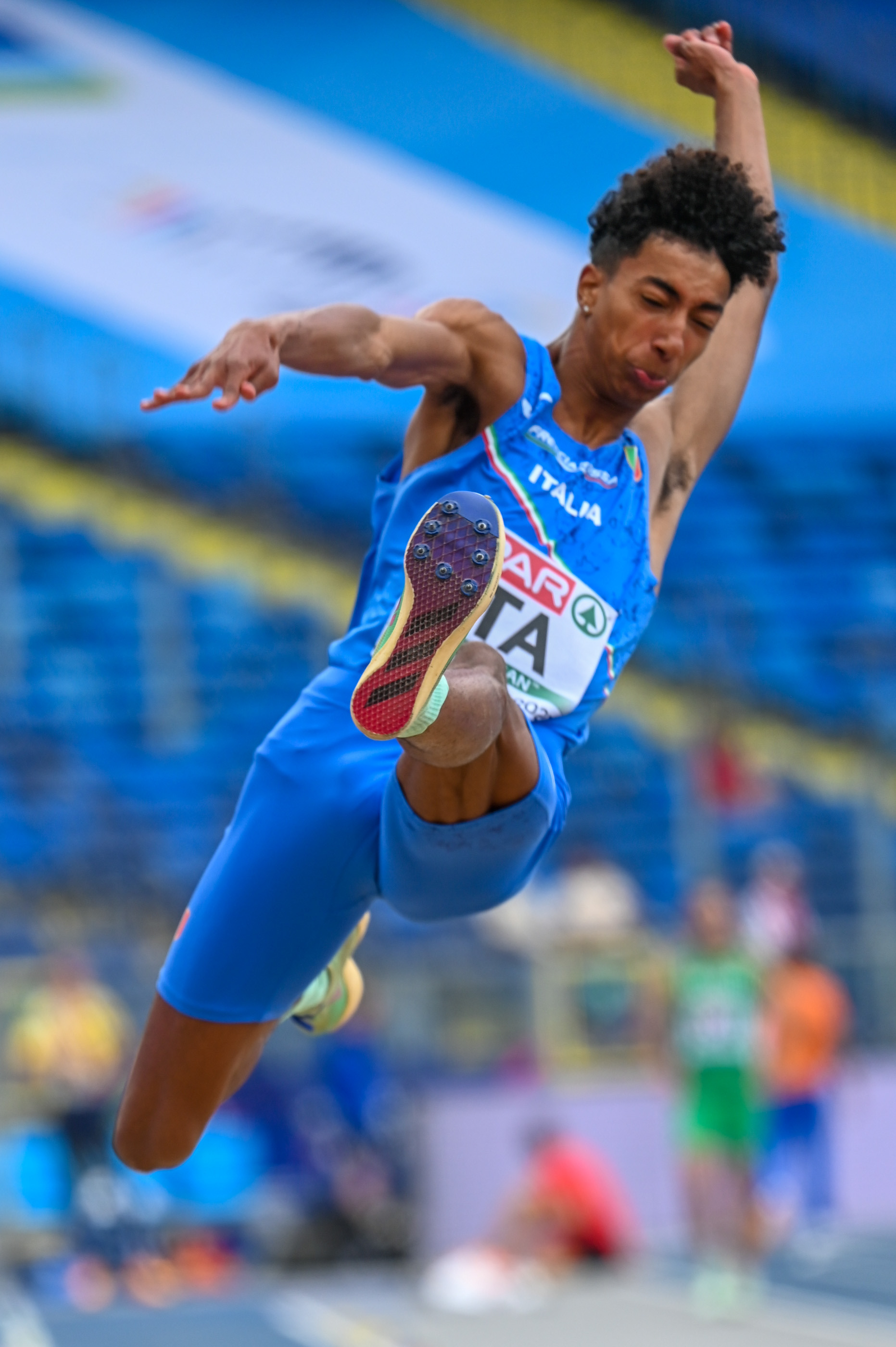
Mattia Furlani, primatista italiano indoor di salto in lungo

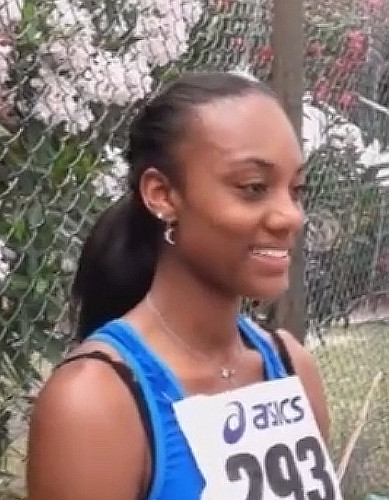
Larissa Iapichino, primatista italiana indoor

La lista delle migliori prestazioni italiane nel salto in lungo, aggiornata periodicamente dalla Federazione Italiana di Atletica Leggera, raccoglie i migliori risultati di tutti i tempi degli atleti italiani nella specialità del salto in lungo.

## Maschili outdoor
Statistiche aggiornate al 4 giugno 2023.
|     | Misura            | Atleta               | Luogo                 | Data           |
| --- | ----------------- | -------------------- | --------------------- | -------------- |
| 1.  | 8,47 m (-0,2 m/s) | Andrew Howe          | Osaka                 | 30 agosto 2007 |
| 2.  | 8,43 m (+1,8 m/s) | Giovanni Evangelisti | San Giovanni Valdarno | 16 maggio 1987 |
| 3.  | 8,38 m (-0,5 m/s) | Mattia Furlani       | Roma                  | 8 giugno 2024  |
| 4.  | 8,25 m (+1,7 m/s) | Simone Bianchi       | Madrid                | 1º giugno 1996 |
| 5.  | 8,20 m (+1,8 m/s) | Nicola Trentin       | Padova                | 6 luglio 2003  |
| 5.  | 8,20 m (+1,6 m/s) | Kevin Ojiaku         | Torino                | 21 maggio 2017 |
| 7.  | 8,17 m (+1,2 m/s) | Stefano Dacastello   | Firenze               | 10 luglio 2004 |
| 8.  | 8,16 m (+1,7 m/s) | Paolo Camossi        | Padova                | 7 giugno 1998  |
| 9.  | 8,15 m (+1,3 m/s) | Fausto Frigerio      | Cagliari              | 5 luglio 1990  |
| 10. | 8,13 m (-0,4 m/s) | Milko Campus         | Formia                | 5 giugno 1994  |

## Femminili outdoor
Statistiche aggiornate al 21 luglio 2023.
|     | Misura            | Atleta               | Luogo             | Data             |
| --- | ----------------- | -------------------- | ----------------- | ---------------- |
| 1.  | 7,11 m (+0,8 m/s) | Fiona May            | Budapest          | 22 agosto 1998   |
| 2.  | 7,06              | Larissa Iapichino    | Palermo           | 31 maggio 2025   |
| 3.  | 6,80 m (+1,7 m/s) | Valentina Uccheddu   | Sestriere         | 31 luglio 1994   |
| 4.  | 6,72 m (+1,7 m/s) | Laura Strati         | Avila             | 15 luglio 2017   |
| 5.  | 6,70 m (0,0 m/s)  | Antonella Capriotti  | Brescia           | 12 giugno 1988   |
| 6.  | 6,67 m (+1,0 m/s) | Magdelín Martínez    | Rieti             | 5 settembre 2004 |
| 6.  | 6,67 m (+1,5 m/s) | Dariya Derkach       | Rieti             | 15 giugno 2013   |
| 8.  | 6,65 m (-0,5 m/s) | Tania Vicenzino      | Gavardo           | 18 maggio 2014   |
| 9.  | 6,56 m (+1,1 m/s) | Valeria Canella      | Pergine Valsugana | 7 luglio 2007    |
| 10. | 6,55 m (-0,4 m/s) | Maria Chiara Baccini | Annecy            | 31 luglio 1998   |
| 10. | 6,55 m (+1,2 m/s) | Arianna Battistella  | Grosseto          | 13 giugno 2021   |

## Maschili indoor
Statistiche aggiornate al 6 marzo 2025.
|     | Misura | Atleta               | Luogo            | Data             |
| --- | ------ | -------------------- | ---------------- | ---------------- |
| 1.  | 8,37 m | Mattia Furlani       | Toruń            | 16 febbraio 2025 |
| 2.  | 8,30 m | Andrew Howe          | Birmingham       | 4 marzo 2007     |
| 3.  | 8,26 m | Giovanni Evangelisti | Liévin           | 21 febbraio 1987 |
| 4.  | 8,07 m | Marcell Jacobs       | Ancona           | 4 febbraio 2017  |
| 5.  | 8,06 m | Stefano Tremigliozzi | Ancona           | 23 febbraio 2014 |
| 6.  | 8,05 m | Filippo Randazzo     | Ancona           | 18 febbraio 2017 |
| 7.  | 8,03 m | Fabrizio Donato      | Ancona           | 19 febbraio 2011 |
| 8.  | 8,02 m | Kareem Hatem Mersal  | Colorado Springs | 19 gennaio 2024  |
| 9.  | 8,00 m | Gabriele Chilà       | Ancona           | 22 febbraio 2020 |
| 10. | 7,97 m | Simone Bianchi       | Genova           | 22 febbraio 1997 |

## Femminili indoor
Statistiche aggiornate al 5 marzo 2023.
|    | Misura | Atleta               | Luogo    | Data             |
| -- | ------ | -------------------- | -------- | ---------------- |
| 1. | 6,97 m | Larissa Iapichino    | Istanbul | 5 marzo 2023     |
| 2. | 6,91 m | Fiona May            | Valencia | 1º marzo 1998    |
| 3. | 6,72 m | Antonella Capriotti  | Firenze  | 24 febbraio 1988 |
| 4. | 6,69 m | Valentina Uccheddu   | Parigi   | 11 marzo 1994    |
| 5. | 6,68 m | Tania Vicenzino      | Glasgow  | 2 marzo 2019     |
| 6. | 6,66 m | Laura Strati         | Ancona   | 24 gennaio 2021  |
| 7. | 6,53 m | Valeria Canella      | Ancona   | 20 gennaio 2008  |
| 8. | 6,42 m | Dariya Derkach       | Ancona   | 8 febbraio 2014  |
| 9. | 6,41 m | Gabriella Pizzolato  | Torino   | 3 febbraio 1985  |
| 9. | 6,41 m | Maria Chiara Baccini | Torino   | 24 febbraio 2001 |
| 9. | 6,41 m | Eleonora Filippetto  | Padova   | 24 gennaio 2021  |